# 111 West 57th Street
La tour Steinway (en anglais Steinway Tower) est un gratte-ciel américain situé au 111 West 57e Rue à New York, soit à proximité de l'intersection avec la Sixième Avenue. La construction a débuté en juillet 2015 et a pris fin en 2021.

## Situation et caractéristiques
Elle jouxte le Steinway Hall, qui est un bâtiment classé. Les deux édifices partagent maintenant les mêmes fondations. L'emprise au sol de 18 mètres est minuscule par rapport à la hauteur de la tour. Celle-ci est seize fois plus petite que celle de l'Empire State Building, malgré le fait que la tour soit 60 mètres plus haute. C'est donc le gratte-ciel le plus mince au monde, dépassant le record du Highcliff à Hong Kong. La Steinway Tower intègre 60 appartements de grand luxe dont les prix s'échelonnent entre 7,2 et 61 millions d'euros, répartis sur 80 étages.
Avec une hauteur totale de 435 mètres, elle est le troisième immeuble le plus haut de la ville. 

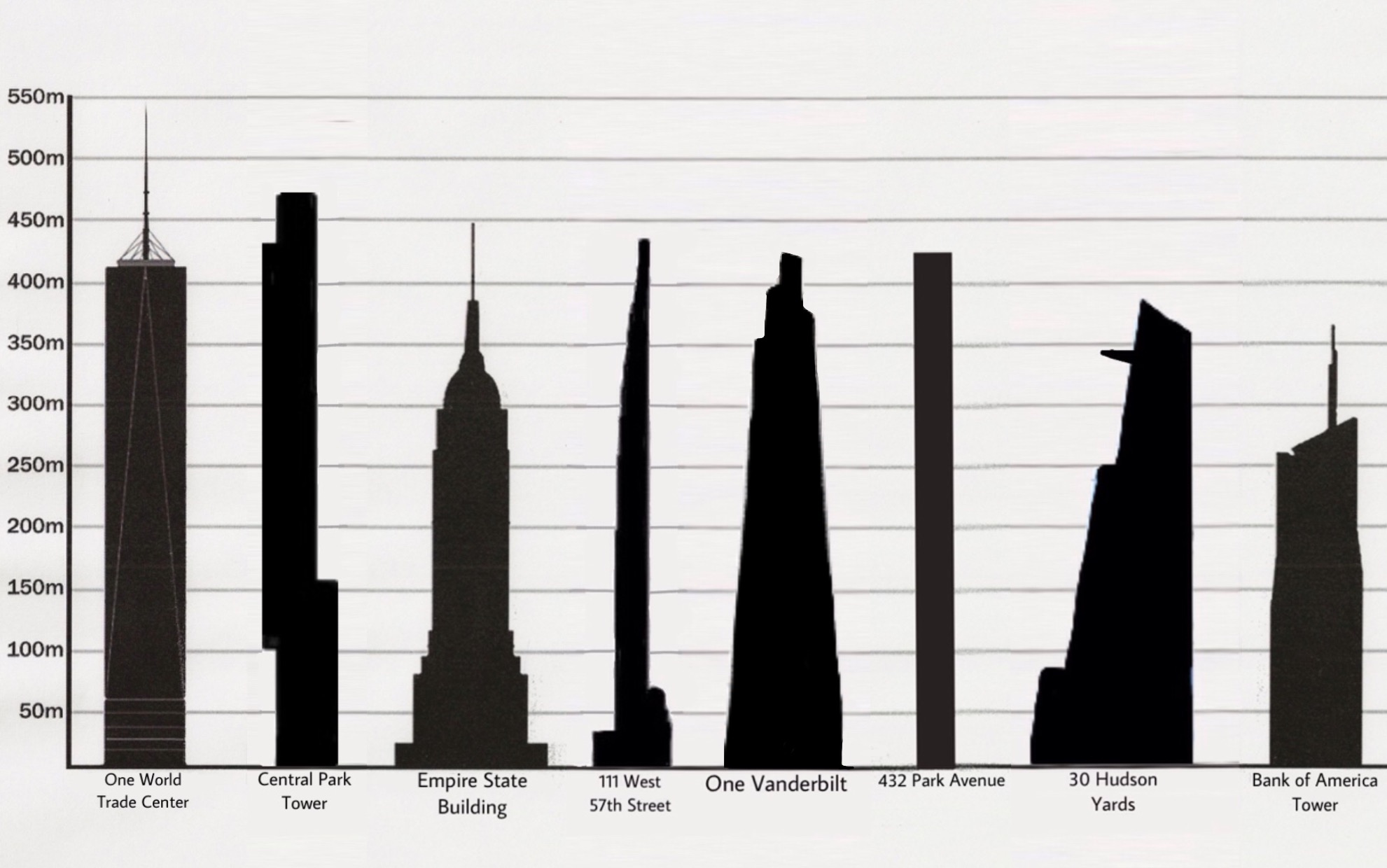
Plus hautes structures de New York.

Pour une meilleure résistance aux tremblements de terre, deux murs de contreventement ont été construits derrière les façades est et ouest,.  
Pour éviter qu'elle se balance au gré du vent, un amortisseur harmonique de 800 tonnes se trouve dans le haut du gratte-ciel. Il est constitué par deux grosses masses de plaques d’acier. L'une est suspendue au plafond par une série de câbles. L’autre est fixée au plancher par des vérins hydrauliques. 
L'ensemble permet d'estomper les éventuelles oscillations de la tour dues au couplage aéroélastique avec des vents violents et aussi pour pouvoir résister aux tremblements de terre.